# Параметрическая группа
Параметрическая группа — топологическая группа, каждый элемент которой является функцией от набора вещественных параметров, а закон умножения двух элементов группы и взятия обратного элемента группы задаётся непрерывной функцией от
набора параметров.
То есть каждый элемент топологической группы представим в виде {\displaystyle g=g(t_{1},t_{2},...,t_{n})}, и групповая операция умножения обладает свойством {\displaystyle g(t)g(s)^{-1}=g(f(t,s))}, где  {\displaystyle t_{1},t_{2},...,t_{n}} — набор вещественных параметров, {\displaystyle f(t,s)} — непрерывная вектор-функция от наборов переменных {\displaystyle t} и {\displaystyle s}.